# کاپرزه
کاپرزه (ایتالیایی: insalata caprese) یک بشقاب سرد، با ریشه ایتالیایی است که به عنوان پیش غذا یا گاهی به عنوان غذای اصلی خورده می‌شود. این بشقاب بخشی از آشپزی ناپولی است و نام آن از جزیره کاپری گرفته شده است.
کاپرزه، شامل پنیر موتزارلا بیشتر اوقات ورقه شده و گاهی مکعبی بریده شده، گوجه فرنگی، برگ‌های ریحان، روغن زیتون و نمک است. ممکن است به آن پونه کوهی هم اضافه شود.